# Félix Dupanloup
Félix Antoine Philibert Dupanloup [ejtsd: düpanlu] (Saint-Félix, Szárd Királyság, 1802. január 3. – La Combe-de-Lancey (Grenoble mellett), 1878. október 11.) francia püspök, író, politikus, tanár és újságíró.

## Életrajza
A bölcsészetet és hittudományokat a Szent Sulpiciusról (Saint-Sulpice) nevezett papnevelő intézetben végezte. Pappá szentelését követően, egymásután több plébániára küldték és nemsokára mint az orléans-i hercegek hitoktatója, hitszónoklatai által nagy hírnévre tett szert. 1837-ben a párizsi Saint Nicolas-ról nevezett kis szeminárium elöljárójává lett, 1838-ban mint a párizsi érsek közhelynökét Rómába küldték, ahonnan mint római prelátus és mint hittudor tért vissza. 
1841-ben a párizsi egyetemen a szónoklattan tanárává nevezték ki. Élénk és érdekes előadása nagyszámú hallgatót szerzett a Sorbonne-nak. De előadásait nem koronázta siker, mert Voltaire-ről heves vitatkozásba kezdett és kénytelen volt előadásait idő előtt befejezni. Talleyrand herceg halálos ágyán a már akkor mindenki által magasztalt Dupanloup-t hívatta magához, és őneki jutott az a szerencse, hogy megtéríthette az utolsó percben Autun egykori püspökét. 
1849. április 9-én Orléans püspöke lett és ez idő óta még feltűnőbb munkásságot fejtett ki. Vallási, egyházpolitikai, társadalmi, bölcsészeti vagy neveléstudományi téren nem volt fontosabb kérdés, melyben Dupanloup gyakorlott, tudós és szellemes tolla részt nem vett volna. Különös gondot fordított a nevelésügy felvirágoztatására. Rövid egymásutánban hagyták el a sajtót a nevelésről szóló és a nevelésnek minden ágát felkaroló művei és amit az elméletben hirdetett, azt a gyakorlatban is keresztül vitte azáltal, hogy egyházmegyéjének tanításügyét szigorral és lelkiismeretesen gondozta, sőt püspöki lakában iskolát is állíttatott saját költségén. Amikor az 1850-es években Gaume az ó-klasszikus auktoroknak kiküszöbölése céljából mozgalmat indított, síkra szállt a görög és latin remekírók tanítása mellett és a klasszikusok helyes tanulmányozásának szükségességét bizonyította.
1854-ben a francia akadémia az elhunyt Tissot helyébe tagjának választotta. Székfoglaló beszéde, mely Tissot-nak és a tudományoknak szép méltatása volt, jó ideig beszéd tárgyát képezte a francia irodalmi körökben. 1871-ben önként kilépett az akadémiából, mert az ateista Émile Littrét tagjának választották. III. Napóleon idejében különösen nagy tevékenységet fejtett ki a katolikus ügyek érdekében. Ő volt az, aki erélyesen védte szóval és írásban a szorongatott római pápát. Az I. vatikáni zsinaton ő ellenezte legjobban a pápai tévedhetetlenség kimondását. Azonban mikor a dogmát kimondták, mint jó katolikus alázatosan alávetette magát a zsinat határozatának.
A porosz–francia háború alatt nem egyszer adta nagy hazafiságának szép példáját. 1875-ben, élete alkonyán, a nemzetgyűlés élethossziglani szenátornak választotta és ez időtől fogva minden törekvését odairányozta, hogy a legitimistákat az orleánistákkal kiengesztelje és hogy Chambord grófot a trónra segítse. 1878-ban Dél-Franciaországba, Hyères-be vonult vissza, ahol még mindig szünet nélkül dolgozott és mivel híre ment, hogy Thiers műveit ki akarják adni, ezért Falloux gróffal, régi jó barátjával, aki az 1848-as években Thiers-rel közelebbi összeköttetésben állott, élénk levelezést folytatott. Ezen és a tervezett Voltaire-centenáriuma ellen irányuló munkája írása közben lepte őt meg a halál. Orléans-ban temették el a székesegyház mindenszentek kápolnájában, mint a becsületrend lovagját katonai pompával. Összegyűjtött műveit már ő maga kezdette kiadni.

## Művei
- Œuvres choisies (4 kötet, Párizs 1861)
- Nouvelles œuvres choisies (7 kötet, Párizs, 1873-75)
- De l’éducation (3 kötet, Orléans-Párizs 1850-1857)
- De la haute éducation intellectuelle (Párizs, 1866)
- Lettres sur l’éducation des filles et sur les études, qui conviennent aux femmes dans le monde (Párizs, 1879)
- Le mariage chrétien (7. kiad. 1885)
- Histoire de N. S. Jésus Christ (1869)
- Méthode générale de catéchisme (1841, 2 kötet, 2. kiadás, 1861, 3 kötet)
- Le Christianisme présenté aux hommes du monde (1844, 6 kötet)

## Magyarul
- Dupanloup Bódog beszéde a malinesi második egyetemes kath. congressuson; ford. az "Idők Tanúja" munkatársai, kiad. Lonkay Antal; Vodiáner Ny., Pest, 1864
- Dupanloup Bódog: A september 15-diki conventio és a december 8-diki encyclica; ford., bev. Füssy Tamás; Szent István Társulat, Pest, 1865
- Bódog Dupanloup: Az 1869-ki egyetemes zsinat; ford. Ágoston Antal; Athenaeum Ny., Pest, 1868
- A gyermek, annak erényei és hibái; ford., bev. Váradi Károly; Bába Ny., Szeged, 1895
- A keresztény családanyák könyve. Bódog Dupanloup a keresztény nő, különösen a keresztény családanya méltóságáról és hivatásáról értekező szent beszédei; átdolg., kiad. Aiben Mátyás; Pázmány-Sajtó, Szatmár, 1896
- Kolos Károly: Jeanne d'Arc élete; Félix Doupanloup, Roy Just-Jean-Étienne után; Szt. István Társulat, Bp., 1909 (Népiratkák)